# Hylaeus parmatus
Hylaeus parmatus är en biart som beskrevs av Roy R. Snelling 1980. Hylaeus parmatus ingår i släktet citronbin, och familjen korttungebin. Inga underarter finns listade i Catalogue of Life.